# Списък на българските знамена
Следното е списък на знамената на България.

## Национално знаме
| Знаме | Дата            | Употреба                            | Описание                                          |
| ----- | --------------- | ----------------------------------- | ------------------------------------------------- |
|       | 1878 – настояще | Национално знаме и Гражданско знаме | Хоризонтален трикольор от бяло, зелено и червено. |
|       | 1990 – настояще | Висящо национално знаме             | Вертикална версия на трикольора.                  |

## Правителствени знамена

### Офисни знамена
| Знаме | Дата | Употреба                             | Описание |
| ----- | ---- | ------------------------------------ | -------- |
|       |      | Щандарт на президента на републиката |          |

### Стандарти на кралското семейство
| Знаме | Дата           | Употреба        | Описание |
| ----- | -------------- | --------------- | -------- |
|       | 1937 – 1946 г. | Щандарт на царя |          |

## Военни знамена

### Български сухопътни войски
| Флаг | Дата            | Употреба     | Описание                                                                                            |
| ---- | --------------- | ------------ | --------------------------------------------------------------------------------------------------- |
|      | 1971 – 1990 г.  | Военно знаме | Червено знаме с българския герб през комунистическия режим с мотото: „За социалистическата родина“. |
|      | 1991 – настояще | Военно знаме | Зелено-червено знаме със средна част на герб.                                                       |

### Български военноморски флот

#### Република България
| Знаме | Дата            | Употреба                        | Описание |
| ----- | --------------- | ------------------------------- | --- |
|       | 1991 – 2005 г.  | Военноморски прапор             | Старото военноморско знаме от 1954 – 1990 г., но вместо червения стат е поставен българският лъв, използван в старите монархически военноморски знамена. |
|       | 2005 – настояще | Военноморски прапор             | Старото военноморско знаме от 1991 – 2005 г., но лъвът е в малък размер и поставен на червен фон.                                                        |
|       | 1991 – настояще | Морски Джак                     | Червен и зелен кръст на бял фон. |
|       |                 | Прапор на бреговата охрана      | |
|       |                 | Командир на ВМС                 | |
|       |                 | Заместник-командир на ВМС       | |
|       |                 | Командир на военноморската база | |

#### Народна Република България
| Знаме | Дата           | Употреба            | Описание                                                                                                 |
| ----- | -------------- | ------------------- | --- |
|       | 1949 – 1955 г. | Военноморски прапор | Старото военноморско знаме, но в долния ляв ъгъл има червена звезда на бял фон и модифициран лъв.        |
|       | 1955 – 1990 г. | Военноморски прапор | Предимно бяло знаме със зелени и червени ивици в долната част и голяма червена звезда в горния ляв ъгъл. |
|       | 1949 – 1955 г. | Морски Джак         | Червено квадратно знаме с бял контур на звезда и българския лъв в центъра.                               |
|       | 1955 – 1963 г. | Морски Джак         | Старото военноморско знаме от 1949 – 1955 г. в съотношение 2:3 и без лъва.                               |
|       | 1963 – 1990 г. | Морски Джак         | Старият морски джак, но в съотношение 1:2.                                                               |
|       | 1908 – 1944 г. | Министър на войната | Българското знаме с лъва на червен фон в горния ляв ъгъл и зелен кръст на бял фон в долния ляв ъгъл.     |

#### Царство България
| Знаме | Дата           | Употреба            | Описание                                                 |
| ----- | -------------- | ------------------- | -------------------------------------------------------- |
|       | 1879 – 1944 г. | Военноморски прапор | Българското знаме с лъв на червен фон в горния ляв ъгъл. |
|       | 1879 – 1949 г. | Морски Джак         | Квадратно знаме с червен и зелен кръст на бял фон.       |
|       | 1878 – 1944 г. | Министър на войната |                                                          |

## Знамена на вексилологичната асоциация
| Знаме | Дата | Употреба                                               | Описание |
| ----- | ---- | ------------------------------------------------------ | -------- |
|       |      | Знаме на Българското хералдико-вексилологично общество |          |

## Политически знамена
| Знаме              | Дата                       | Партии                                                | Описание                               |
| ------------------ | -------------------------- | ----------------------------------------------------- | -------------------------------------- |
| Настоящи           |                            |                                                       |                                        |
|                    | 15 април 2022 – настояще   | Продължаваме промяната                                |                                        |
|                    | 12 април 2018 – настояще   | Демократична България                                 |                                        |
|                    | 3 декември 2006 – настояще | Граждани за европейско развитие на България           |                                        |
| лого на Възраждане | 2 август 2014 – настояще   | Възраждане                                            |                                        |
|                    | 3 април 1990 – настояще    | Българска социалистическа партия                      |                                        |
|                    | 4 януари 1990 – настояще   | Движение за права и свободи                           |                                        |
|                    | 1990 – настояще            | Български национален съюз – Нова демокрация           | Официално знаме на БНС                 |
|                    | 2013 – настояще            | Глас народен                                          |                                        |
|                    | 2005 – настояще            | Атака                                                 |                                        |
|                    | 1991 – настояще            | ВМРО – Българско национално движение                  |                                        |
|                    | 2001 – настояще            | Български национален съюз                             | Национално знаме с тамга на рода Дуло. |
|                    |                            | БЗНС                                                  |                                        |
| Бивши              |                            |                                                       |                                        |
|                    | 1944 – 1947 г.             | Български отечествен фронт                            |                                        |
|                    | 1936 – 1944 г.             | Ратници                                               |                                        |
|                    | 1932 – 1944 г.             | Съюз на българските национални легиони                |                                        |
|                    | 1932 – 1934 г.             | Българска националсоциалистическа работническа партия |                                        |
|                    | 1919 – 1990 г.             | Българска комунистическа партия                       |                                        |

## Религиозни знамена
| Знаме | Дата         | Партии                            | Описание |
| ----- | ------------ | --------------------------------- | -------- |
|       | ? – настояще | Знаме на българския главен мюфтия |          |

## Знамена на етнически групи
| Знаме | Дата | Употреба                   | Описание              |
| ----- | ---- | -------------------------- | --------------------- |
|       |      | Знаме на българските турци |                       |
|       |      | Знаме на каракачаните      | Знаме на каракачаните |

## Исторически знамена
| Знаме          | Дата                      | Употреба                                       | Описание                                                                                      |
| -------------- | ------------------------- | ---------------------------------------------- | --------------------------------------------------------------------------------------------- |
|                | 803 – 814 г.              | Знаме на Княз Крум (Първото българско царство) |                                                                                               |
|                | ок. 1325 г.               | Знаме на Второто българско царство             | Знаме според Анджелино Далорто                                                                |
|                | ок. 1380 г.               | Знаме на Второто българско царство             | Знаме според Гилем Солер                                                                      |
|                | XIV век                   | Знаме на Видинското царство                    |                                                                                               |
|                | 1878 – 1886 г.            | Знаме на Тъмръшката република                  |                                                                                               |
|                | 1903 г.                   | Знаме на Странджанската комуна                 |                                                                                               |
|                | 1879 – 1908 г.            | Знаме на Княжество България                    | Хоризонтален трикольор от бяло-зелено-червено                                                 |
| 1908 – 1946 г. | Знаме на Царство България |                                                | Хоризонтален трикольор от бяло-зелено-червено                                                 |
| 1946 – 1947 г. | Знаме на НРБ              |                                                | Хоризонтален трикольор от бяло-зелено-червено                                                 |
|                | 1947 – 1948 г.            | Гражданско и държавно знаме на НРБ             | Хоризонтален бяло-зелено-червен трикольор с българския социалистически герб в горния ляв ъгъл |
|                | 1948 – 1967 г.            | Гражданско и държавно знаме на НРБ             | Хоризонтален бяло-зелено-червен трикольор с българския социалистически герб в горния ляв ъгъл |
|                | 1967 – 1971 г.            | Гражданско и държавно знаме на НРБ             | Хоризонтален бяло-зелено-червен трикольор с българския социалистически герб в горния ляв ъгъл |
|                | 1971 – 1990 г.            | Гражданско и държавно знаме на НРБ             | Хоризонтален бяло-зелено-червен трикольор с българския социалистически герб в горния ляв ъгъл |

### Други
| Знаме | Дата           | Употреба                                | Описание       |
| ----- | -------------- | --------------------------------------- | -------------- |
|       | 1862 – 1868 г. | Щандартът на Българската легия          |                |
|       | 1876 г.        | Знаме, използвано в Априлското въстание |                |
|       | 1877 – 1878 г. | Щандартът на Българското опълчение      |                |
|       | 1877 – 1878 г. | Щандартът на Българското опълчение      | Самарско знаме |

## Препратки
1. ↑  Flag of Bulgaria //  Encyclopedia Britannica.
2. ↑  People's Republic of Bulgaria, 1967-1971 //  www.fotw.info.